# Alfredo Murillas
Alfredo Murillas (Santa Fe de la Vera Cruz, Santa Fe, 5 de abril de 1937 - 30 de enero de 2017) fue un jugador de baloncesto argentino, reconocido como jugador del Club Atlético Lanús durante las décadas de 1960 y 1970. Es considerado el máximo ídolo de Lanús en básquet.
Apodado "El Maestro", Murillas se desempeñó en las posiciones de base y alero, siendo parte éxitos del equipo en los torneos metropolitanos de Buenos Aires anteriores a la creación de la Liga Nacional de Básquet.
Fue elegido en una votación por los hinchas granates para formar parte del "Paseo de los Ídolos" del Club Atlético Lanús junto a otras 10 figuras históricas de la institución. La obra impulsada por el municipio de Ciudad de Lanús para generar identidad con los habitantes se inauguró el 8 de julio de 2025. 

## Trayectoria
Murillas se formó en Gimnasia y Esgrima de Santa Fe, siendo promovido al equipo superior por Luciano Franchini. Su último partido con el club fue por la final del campeonato santafesino en febrero de 1955, en la que se destacó enfrentando a Colón y conquistando el título en disputa.
Dejó su ciudad natal para instalarse en Buenos Aires, donde se incorporó a Ferro. Fue convocado en julio de 1956 para integrar al combinado argentino que enfrentó a los San Francisco Dons capitaneados por Bill Russell.
En 1957 se unió a Lanús, haciendo su debut con el equipo el 9 de mayo de ese año en un partido por el torneo de la Asociación de Básquetbol de Buenos Aires ante Barracas Central.[cita requerida]
Durante su carrera, fue parte del plantel que conquistó los torneos Apertura y Oficial de 1969, así como el Campeonato Metropolitano de 1970. Estos logros consolidaron al club como una potencia del baloncesto argentino, ganándose el apodo de "La Capital Nacional del Básquet".
Tras retirarse del baloncesto profesional el 29 de diciembre de 1974 en el Luna Park,[cita requerida] Murillas continuó vinculado al deporte como entrenador en categorías formativas del Club Atlético Lanús.
En 2011, el Club Atlético Lanús organizó un homenaje a los jugadores históricos de aquellos equipos campeones, donde Murillas fue agasajado junto a figuras como Carlos Pellandini y Nicolás Laprovíttola. Durante el evento, expresó su gratitud: "Es una gran satisfacción que no se olviden de este maravilloso deporte, que tanto bien le hace a la comunidad. Realmente me dio mucha felicidad haberme encontrado con tantos amigos".

## Palmarés

##### Torneos Metropolitano de Buenos Aires
- Primera División (Argentina) (5): 1958, 1969 (2), 1970, 1972.